# Észak-Ciprus címere

Észak-Ciprus címere.

Észak-Ciprus címere egy réz-színű pajzs, rajta fehér galambbal, csőrében olajággal. A pajzsot két oldalról zöld koszorú övezi. A színeket nem mindig ábrázolják, gyakran csak fekete-fehérben jelenik meg. A címer megegyezik a Ciprusi Köztársaság címerével, azzal az eltéréssel, hogy a pajzs felett egy félhold és csillag helyezkedik el, illetve az 1983-as évszám látható.